# Andrade (catch)
Pour les articles homonymes, voir Andrade.
Manuel Alfonso Andrade Oropeza (né le 3 novembre 1989 à Gómez Palacio) est un catcheur (lutteur professionnel) mexicain. Il travaille actuellement à la World Wrestling Entertainment, dans la division SmackDown, sous le nom d'Andrade, où il est l'actuel champion Speed.
Il est connu pour son parcours au sein de la New Japan Pro Wrestling, où il a remporté une fois le titre intercontinental, et du Consejo Mundial de Lucha Libre sous le nom de « La Sombra ».
En 2018, il remporta le championnat de la NXT au sein de la WWE sous le nom d'« Andrade "Cien" Almas ». Zelina Vega a été sa manageuse.

## Carrière

### Débuts (2003-2007)
Il commence à s'entraîner pour devenir catcheur auprès de son père et de son oncle qui tiennent une école de lucha libre à Durango
au Mexique.
Il fait ses débuts dans la lutte professionnelle le 3 octobre 2003, un mois avant ses 14 ans. Il a par la suite pris le nom de « Brillante Jr. » en l'honneur de son père.

### Consejo Mundial de Lucha Libre (2007-2015)
Le 27 novembre 2007, il remporte le NWA World Welterweight Championship en battant Hajime Ohara. Sa victoire fait de lui le plus jeune lutteur à détenir le championnat, qu'il a gagné à l'âge de 18 ans.
Durant l'année 2008, il a défendu ses deux titres avec succès.
Le 16 janvier 2009, il devient triple champion en remportant les CMLL World Tag Team Championship avec Volador Jr. contre Averno et Mephisto.
Il est triple champion seulement trois semaines, car il perd les Mexican National Trios Championship avec Volador Jr. et Sagrado contre Sangre Azteca, Black Warrior et Dragón Rojo le 3 février.
Le 27 mai, il perd le NWA World Welterweight Championship contre Mephisto.
Le 21 mai 2010, lui, Máscara Dorada et La Máscara battent La Ola Amarilla (Hiroshi Tanahashi, Okumura et Taichi) et remportent les CMLL World Trios Championship.
Le 13 mars 2011, il bat Mephisto et remporte le NWA World Historic Welterweight Championship. Le 15 juillet, lui, Máscara Dorada et La Máscara perdent les CMLL World Trios Championship contre Los Hijos del Averno (Averno, Ephesto et Mephisto). Il intègre durant début septembre le tournoi annuel des champions de la CMLL, le Universal Championship Tournament 2011, où après avoir battu les Mexican National Trios Champions Ángel de Oro et Diamante dans ses deux premiers matchs, il bat le NWA World Historic Light Heavyweight Champion Rey Bucanero dans la finale du Block A et se qualifie pour la finale du tournoi. Le 16 septembre, il bat Averno et devient le CMLL Universal Champion 2011.
Lors de Sin Piedad 2012, il bat Tama Tonga pour remporter La Copa Junior 2012.

#### Los Ingobernables (2014–2015)
Par la suite, il forme un nouveau partenariat avec Rush. Les deux hommes sont ensuite rejoints par La Máscara, qui a adopté leur attitude de técnicos diferentes, et ensemble ils forment un groupe initialement appelé Los Indeseables,, avant d'être rebaptisé Los Ingobernables. 
Le 6 juin, il bat Volador Jr. avec l'aide de Rush et La Máscara pour remporter le NWA World Historic Welterweight Championship dans un match où son NWA World Historic Middleweight Championship était également en jeu,. Lors de El Juicio Final, il perd le NWA World Historic Welterweight Championship contre Volador Jr..
Le 1er mai 2015, il remporte le Reyes del Aire 2015.
Le 21 juin, lui et Tetsuya Naitō perdent contre Negro Casas et Shocker et ne remportent pas les CMLL World Tag Team Championship.
Le 31 août, il perd le NWA World Historic Middleweight Championship contre Último Guerrero, ce qui met fin à son règne de deux ans et demi. Lors de CMLL 82nd Anniversary Show, il perd son Luchas de apuestas match contre Atlantis et doit par conséquent enlever son masque et révéler son véritable nom.

### New Japan Pro Wrestling (2010-2015)

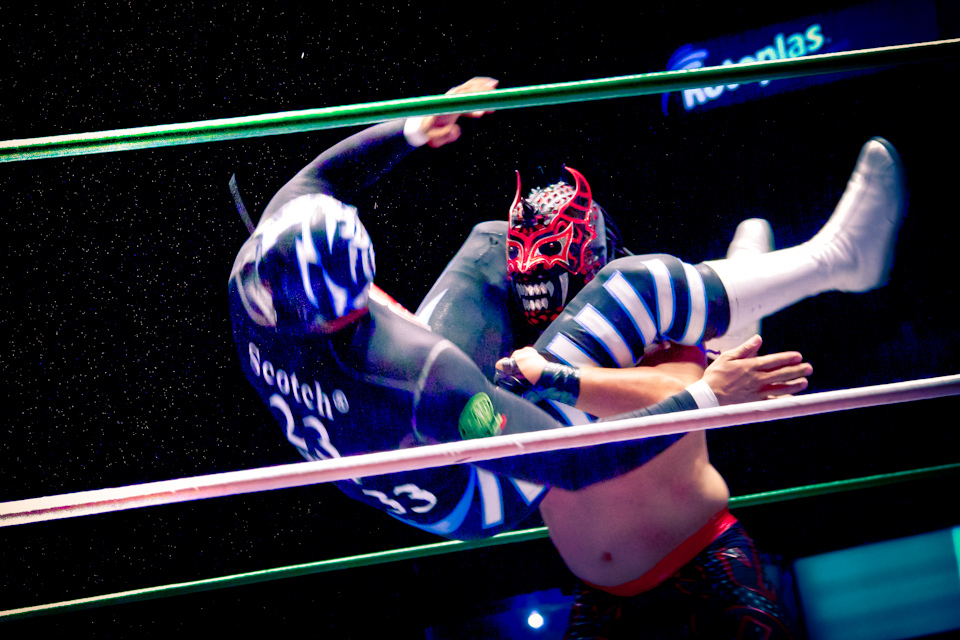
Almas en tant que La Sombra affrontant Mephisto en 2011

Lors du premier tour de la New Japan Cup 2011, il bat Yoshi-Hashi. Lors du second tour, il perd contre Hirooki Goto et est éliminé du tournoi.
En janvier 2013, il prend part à la tournée Fantastica Mania 2013. Au cours de la deuxième journée de la tournée, il perd contre Shinsuke Nakamura et ne remporte pas le IWGP Intercontinental Championship. Au cours de la troisième et dernière journée, il bat Dragón Rojo Jr. et remporte le NWA World Historic Middleweight Championship,. Le 31 mai 2013, il bat Shinsuke Nakamura dans un match revanche à Mexico pour remporter le IWGP Intercontinental Championship, devenant ainsi le premier Mexicain à détenir ce titre,. Lors de Kizuna Road 2013, il perd le titre contre Shinsuke Nakamura.

### World Wrestling Entertainment (2015-2021)

#### NXTet champion de laNXT(2015-2018)
Le 19 novembre 2015, il signe officiellement avec la World Wrestling Entertainment,.
Le 8 juin 2016 à NXT TakeOver: The End, il fait ses débuts dans le show jaune en tant que Heel, accompagné de Zelina Vega, dispute son premier match et bat Tye Dillinger.
Le 28 janvier 2017 à NXT TakeOver: San Antonio, il perd face à Roderick Strong et subit sa première défaite.
Le 1er avril à NXT TakeOver: Orlando, il perd face à Aleister Black.
Le 19 août à NXT TakeOver: Brooklyn III, il bat Johnny Gargano.
Le 18 novembre à NXT TakeOver: WarGames, il devient le nouveau champion de NXT en battant Drew McIntyre, remporte le titre pour la première fois de sa carrière et son premier titre personnel.
Le 27 janvier 2018 à NXT TakeOver: Philadelphia, il conserve son titre en rebattant Johnny Gargano. Le lendemain au Royal Rumble, il entre dans son premier Men's Royal Rumble match en 7e position, élimine Kofi Kingston avant d'être lui-même éliminé par Randy Orton.
Le 7 avril à NXT TakeOver: New Orleans, il ne conserve pas sa ceinture, rebattu par le Hollandais, ce qui met fin à un règne de 140 jours.

#### SmackDown Live(2018-2019)

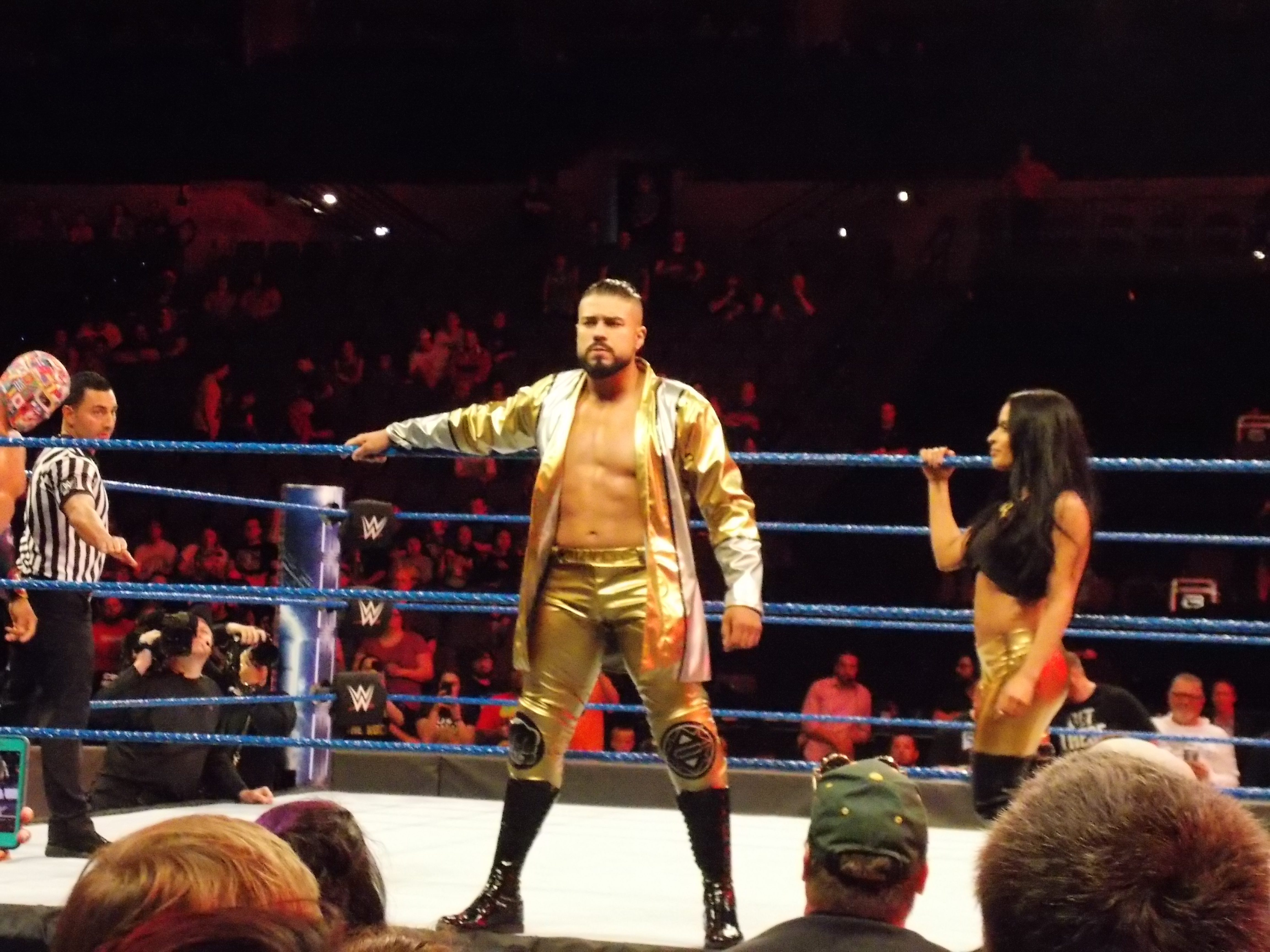
Andrade avec Zelina Vega à SmackDown en 2018.

Le 17 avril à SmackDown Live, lors du Superstar Shake-Up, Zelina Vega et lui sont annoncés être officiellement transférés au show bleu. Le 16 mai à SmackDown Live, il dispute son premier match en battant Jake Constantino.
Le 15 juillet lors du pré-show à Extreme Rules, il bat Sin Cara. Le 19 août lors du pré-show à SummerSlam, Zelina Vega et lui battent Lana et Rusev.
Le 15 janvier 2019 à SmackDown Live, pour une raison inconnue, il raccourcit son nom de ring pour Andrade. Le même soir, il bat Rey Mysterio.
Le 19 mai à Money in the Bank, il participe à son premier Men's Money in the Bank Ladder match, mais ne remporte pas la mallette, gagnée par Brock Lesnar.  Le 7 juin à Super ShowDown, il ne remporte pas le titre Intercontinental de la WWE, battu par Finn Bálor revêtu en Demon King.

#### Draft àRaw, champion des États-Unis de la WWE, alliance avec Angel Garza et départ (2019-2021)
Le 14 octobre à Raw, lors du Draft, Zelina Vega et lui sont annoncés être transférés au show rouge par Stephanie McMahon. Dans la même soirée, il bat Ali. Le 26 décembre lors d'un live event de Raw au Madison Square Garden, il devient le nouveau Champion des États-Unis de la WWE en battant Rey Mysterio, remportant le titre pour la première fois de sa carrière et son second titre personnel,.
Le 26 janvier 2020 lors du pré-show au Royal Rumble, il conserve son titre en battant Humberto Carrillo. Le surlendemain, il est suspendu 30 jours pour violation de la politique de bien-être de la compagnie. Le 8 mars à Elimination Chamber, il conserve son titre en re battant son même adversaire.
Le 25 mai à Raw, il ne conserve pas sa ceinture, battu par Apollo Crews, ce qui met fin à un règne de 151 jours. Le 14 juin lors du pré-show à Backlash, il ne remporte pas la ceinture, rebattu par son même adversaire.
Le 23 août à SummerSlam, Angel Garza et lui ne remportent pas les titres par équipes de Raw, battus par les Street Profits. Le 27 septembre à Clash of Champions, ils ne remportent pas les ceintures, rebattus par leurs mêmes adversaires.
Le 22 mars 2021, la WWE annonce avoir résilié son contrat, à la suite de sa requête.

### All Elite Wrestling (2021-2024)

#### Diverses rivalités et départ (2021-2024)
Le 4 juin 2021 à Dynamite, il est présenté par Vickie Guerrero et fait une apparition surprise à la All Elite Wrestling, sous le nom de Andrade El Idolo, et signe également officiellement avec la compagnie. Le 7 juillet à Dynamite - Road Roger, il dispute son premier match en battant Matt Sydal.
Le 13 novembre à Full Gear, Malakai Black et lui perdent face à Cody Rhodes et PAC.
Le 19 janvier 2022 à Dynamite, Matt Hardy lui cède 51% de la Hardy Family Office et le nomme président de son clan, qui devient Andrade Hardy Family Office (AHFO). Le 6 mars à Revolution, Isiah Kassidy, Matt Hardy et lui perdent face à Sammy Guevara, Darby Allin et Sting dans un 6-Man Tornado Tag Team match.
Le 22 novembre, il subit une opération chirurgicale, à la suite d'une déchirure du muscle pectoral, et doit s'absenter pendant 5 mois.
Le 17 juin 2023 à Collision, il fait son retour de blessure après 5 mois d'absence, en tant que Face, et bat Buddy Matthews par soumission. Après le combat, il se fait attaquer par la House of Black.
Le 30 décembre à Worlds End, il perd face à Miro par soumission, à la suite de la trahison de CJ Perry.
Le 2 janvier 2024, il annonce officiellement son départ de la compagnie.

### Retour à la World Wrestling Entertainment (2024-...)
Le 27 janvier au Royal Rumble, il fait son retour à la World Wrestling Entertainment, entre dans le Royal Rumble match en 4e position, mais se fait éliminer par Bronson Reed en 8e position. Deux soirs plus tard à Raw, il signe officiellement avec le show rouge. Le 4 mars à Raw, il dispute son premier match et bat Apollo Crews.
Le 6 avril à WrestleMania XL, Rey Mysterio et lui battent "Dirty" Dominik Mysterio et Santos Escobar, aidés par les Philadelphia Eagles. Le 26 avril à SmackDown, lors du Draft, il est annoncé être officiellement transféré au show bleu.
Le 6 juillet à Money in the Bank, il ne remporte pas la mallette, gagnée par Drew McIntyre.
Le 2 novembre à Crown Jewel, il ne remporte pas le titre des États-Unis, battu par LA Knight dans un Triple Threat match qui inclut également Carmelo Hayes.

## Palmarès
- Consejo Mundial de Lucha Libre

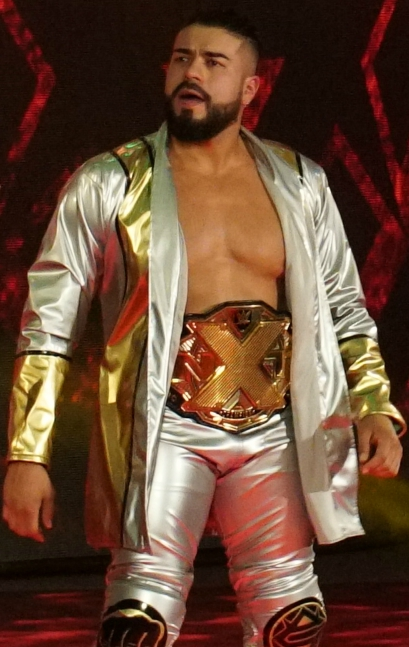
Almas en tant que Champion de la NXT

  - 1 fois CMLL World Tag Team Championship avec Volador Jr.[72]
  - 1 fois CMLL World Trios Championship avec Máscara Dorada et La Máscara[72]
  - 1 fois Mexican National Trios Championship avec El Sagrado et Volador Jr.[72]
  - 1 fois NWA World Welterweight Championship[72]
  - 1 fois NWA World Historic Middleweight Championship[72]
  - 2 fois NWA World Historic Welterweight Championship[72]
  - CMLL Universal Championship (2011)[réf. nécessaire]
  - La Copa Junior (2012)[réf. nécessaire]
  - Cuadrangular de Parejas (2014) avec Omar Brunetti
  - Reyes del Aire (2013, 2015)[réf. nécessaire]
  - Torneo Gran Alternativa (2007) avec Místico[réf. nécessaire]
  - Torneo Nacional de Parejas Increibles (2013) avec Volador Jr.[réf. nécessaire]
  - Torneo Corona (2008) avec Metalik[réf. nécessaire]
- Lucha Libre Azteca
  - 1 fois LLA Azteca Championship[72]
- New Japan Pro Wrestling
  - 1 fois IWGP Intercontinental Championship[72] (Règne le plus court)
- World Wrestling Entertainment
  - 1 fois Champion de la NXT
  - 1 fois Champion des États-Unis de la WWE
  - 1 fois Champion Speed de la WWE

### Résultats des matchs à enjeu (Luchas de apuestas)
| # | Vainqueur (enjeu)                       | Perdant (enjeu)                   | Date              | Lieu             | Notes                                    |
| - | --------------------------------------- | --------------------------------- | ----------------- | ---------------- | ---------------------------------------- |
| 1 | Brillante Jr. (masque)                  | Zafiro (cheveux)                  | 2006              | Gómez Palacio    | Au cours d'un Live event                 |
| 2 | Brillante Jr. (masque)                  | Camorra (masque)                  | 7 septembre 2006  | Torreón          | Au cours d'un Live event                 |
| 3 | La Sombra (masque)                      | El Felino (masque)                | 19 mars 2010      | Mexico           | Au cours de Homenaje a Dos Leyendas 2010 |
| 4 | La Sombra (masque)                      | Olímpico (masque)                 | 3 septembre 2010  | Mexico           | Au cours de CMLL 77th Anniversary Show   |
| 5 | La Sombra (masque)                      | Volador Jr. (masque)              | 13 septembre 2013 | Mexico           | Au cours de CMLL 80th Anniversary Show   |
| 6 | Atlantis (masque)                       | La Sombra (masque)                | 18 septembre 2015 | Mexico           | Au cours de CMLL 82nd Anniversary Show   |
| 7 | Andrade "Cien" Almas (NXT Championship) | Johnny Gargano (contrat à la NXT) | 1er février 2018  | Atlanta, Géorgie | Au cours de NXT                          |

## Récompenses des magazines
- Pro Wrestling Illustrated

| Année | 2007 | 2008 | 2009 | 2010 | 2011 | 2012 | 2013 | 2014 | 2015 | 2016 | 2017 | 2018 | 2019 | 2020 | 2021 | 2022 | 2023       | 2024 |
| ----- | ---- | ---- | ---- | ---- | ---- | ---- | ---- | ---- | ---- | ---- | ---- | ---- | ---- | ---- | ---- | ---- | ---------- | ---- |
| Rang  | 389  | 192  | 191  | 91   | 131  | 121  | 52   | 119  | 155  | 130  | 189  | 13   | 68   | 27   | 176  | 71   | Non classé | 196  |

- 'Wrestling Observer Newsletter

| # | Résultat | Adversaire     | Évènement                  | Date            | Durée | Lieu                             | Notes                                               |
| - | -------- | -------------- | -------------------------- | --------------- | ----- | -------------------------------- | --------------------------------------------------- |
| 1 | Victoire | Johnny Gargano | NXT Takeover: Philadelphia | 27 janvier 2018 | 32:20 | Wells Fargo Center, Philadelphie | Le titre de champion de la NXT de Almas est en jeu. |

## Vie privée
Il a été en couple avec Charlotte Flair pendant 2 ans, avec laquelle il s'était fiancé[réf. nécessaire]. Le 3 décembre 2021, Charlotte Flair et lui  se séparent.
En février 2022, Charlotte annonce qu'ils sont toujours ensemble. En mai 2022, ils se marient au Mexique, le pays natal d'Andrade. Le couple divorce en février 2025.